# 6481 Tenzing
6481 Tenzing este un asteroid din centura principală de asteroizi.

## Descriere
6481 Tenzing este un asteroid din centura principală de asteroizi. A fost descoperit pe 9 septembrie 1988 la Observatorul Kleť de Antonín Mrkos. Asteroidul prezintă o orbită caracterizată de o semiaxă mare de 2,28 ua, o excentricitate de 0,18 și o înclinație de 6,3° în raport cu ecliptica.